# Дубровский, Виктор Николаевич (хозяйственный деятель)
Ви́ктор Никола́евич Дубро́вский — советский хозяйственный, государственный и политический деятель.

## Биография
Родился в 1916 году. Член КПСС
Образование высшее (окончил Ленинградский кораблестроительный институт)
С 1940 года — на хозяйственной, общественной и политической работе.
- В 1940—1963 гг. — помощник мастера, мастер, инженер, начальник смены, начальник цеха, заместитель главного инженера, главный инженер, директор Дальзавода.[1]
- В 1963—1965 гг. — начальник управления судостроения Ленинградского городского совнархоза.[1]
- В 1965—1972 гг. — директор Адмиралтейского завода.[1]
- В 1972—1976 гг. — генеральный директор Адмиралтейского судостроительного ПО.[1]

C 1976 гг. — персональный пенсионер.
Лауреат Ленинской премии (1970).
Делегат XXIV съезда КПСС.
Умер после 2000 года.